# وادي مركوب
وادي مركوب هو وادي يقع على بعد 65 كم شمال محافظة الليث جنوب منطقة مكة المكرمة غرب المملكة العربية السعودية.

## نبذة تاريخية
عرف الوادي قديما كما ذكر ياقوت الحموي بكونه من وديان الحدود بين قبيلتي كنانة وهذيل، و اليوم تسكن قبيلة هذيل أعلى الوادي بينما تسكن أسفل الوادي قبيلة عضل